# USS Heron (1994)
USS Heron (Nederlands: Reiger) was een Amerikaanse mijnenjager van de Ospreyklasse. Het schip, gebouwd door Intermarine USA, Savannah, was het derde schip bij de Amerikaanse marine met de naam Heron. De schepen van de Ospreyklasse waren de eerste schepen bij de Amerikaanse marine die ontworpen waren als mijnenjager.
Na de uitdienstname is het schip overgedragen aan Griekenland waar het dienstdoet als Kalipso.